# Арлас
Пик Арлас (фр. Pic d'Arlas или баск. Arlaz) — гора в Пиренеях, на границе Франции и Испании. На вершине установлен  металлический домик с гравюрой. С вершины видны многие горы Страны Басков, включая Картчилу, Очогорриганью, и Орхи, а также пик Ани и Сум Куи.

## Расположение
Пик Арлас расположен на испанско-французской границе, между департаментом Атлантические Пиренеи (фр. Pyrénées Atlantiques) и Наваррой, в километре от перевала Пьер Сен-Мартен.
Гора замыкает ущелье Барету. Благодаря его изолированности и правильной форме, Арлас можно увидеть прямо из По или Олорона.

## Маршруты
Восхождение на Арлас не представляет особых трудностей и совершается преимущественно с перевала Пьер Сен-Мартен. При этом можно пользоваться французской картой IGN Top 25 n°1547 OT Ossau-Vallée d'Aspe.

## Фотогалерея
- Пик Арлас зимой
- Пик Арлас и пик Ани летом
- Вид на запад, вдоль испанской границы с вершины пика Арлас
- Самодельный домик и столбик, обозначающий границу Франции и Испании, установленные на вершине